# صموئيل ميلر كوينسي
صموئيل ميلر كوينسي (بالإنجليزية: Samuel Miller Quincy)‏ هو سياسي أمريكي، ولد في يونيو 1832 في بوسطن في الولايات المتحدة، وتوفي في 1887 في كين في الولايات المتحدة. انتخب عمدة نيو أورلينز ‏.